# 2010年俄罗斯森林大火
2010年俄罗斯森林火灾指7月份以来，因干旱与持续高温导致多处森林着火而引发火灾，截至8月5日，俄罗斯全境已造成50人死亡。火灾产生的浓烟笼罩俄首都莫斯科，莫斯科城区白天的能见度不到50米。根据俄罗斯紧急情况部8月5日的通报，俄全国共有589处火点，过火面积19.6万公顷。俄海军后勤基地和空降兵第3370空降装备和物资仓储中心基地遭受火灾，200架飞机报废，过火面积达到100公顷；8月4日，米格飞机公司停工；受俄罗斯森林大火造成的热浪影响，乌克兰东部及中部许多地区已处于高危状态。

## 各处灾情
2010年7月中旬就开始的森林火灾持续蔓延，俄罗斯境内已经有7个地区宣布进入紧急状态。据悉，俄罗斯投入了几乎全部专业救火力量。俄罗斯紧急事务部8月8日统计表明，俄罗斯境内目前共有554个森林着火点和26个泥炭着火点，着火总面积超过19万公顷，经济损失逾65亿卢布(1美元约合29.83卢布)，已经造成至少53人死亡、500多人受伤，超过2000间房屋被毁。联合国发表声明对火灾遇难者表示哀悼，普京驾机参与灭火，国际社会普遍关注大火的未来形势。